# Olwen Wolfe
 (janvier 2012).
Si vous disposez d'ouvrages ou d'articles de référence ou si vous connaissez des sites web de qualité traitant du thème abordé ici, merci de compléter l'article en donnant les références utiles à sa vérifiabilité et en les liant à la section « Notes et références ».
Pour les articles homonymes, voir Wolfe.
Olwen Wolfe est une spécialiste des méthodes de créativité en particulier du Creative Problem Solving. Franco-américaine vivant à Paris, née le 24 août 1949 à Cambridge (Massachusetts), USA, elle est diplômée de Sciences Économiques du Développement de Paris I et titulaire d'un DESS de Psychologie Clinique de Paris VII.

## Marketing international
De 1973 à 1978, Olwen Wolfe, consultante indépendante pour des multinationales en Europe, aux États-Unis, au Mexique, interviewe des centaines de consommateurs et de cadres d'entreprises. Elle rejoint ensuite Nestlé France et dirige le département Recherche Qualitative jusqu'en 1984. Elle quitte le groupe Nestlé pour redevenir consultante indépendante pour l'industrie internationale de la parfumerie de 1985 à 1998.
Le recueil d'informations par la technique de la question ouverte constitue son fil rouge. S'appuyant notamment sur les travaux de Carl Rogers, Olwen Wolfe a recours à la non-directivité rogerienne comme technique d'exploration et de transformation des personnes et des projets.
C'est à cette époque qu'elle écrit des articles méthodologiques et conçoit des conférences sur la recherche qualitative et créative internationale pour ESOMAR.

## Créativité
C'est la question ouverte dans son approche exploratoire qui mène naturellement Olwen Wolfe vers l'étude et l'application de la pensée créative. Elle cherche alors à comprendre les mécanismes de la créativité et de la pensée créative et commence par s'intéresser aux travaux d'Edward de Bono, dont le Lateral Thinking et Po, Beyond Yes and No.
En 1971, elle se forme à la créativité auprès de Pierre Bessis, auteur de Les Noms qui gagnent et de Name-appeal. Elle rencontre ensuite les acteurs de l’époque en France, puis suit une formation plus structurée au Creative Problem Solving (CPS) avec Sid Parnes et son réseau au Creative Problem Solving Institute (CPSI) aux États-Unis à partir de 1994. Elle est certifiée par la Creative Education Foundation pour utiliser et développer le CPS .
Sa venue à CPSI marque le début de sa relation professionnelle et amicale avec Sid Parnes et sa femme Beatrice. Leurs échanges et réflexions continuent à alimenter le développement du CPS en Europe.
En 1999, Olwen Wolfe fonde la société Worlding (intercultural strategic consultancy) avec Georges Valentin, Nick Millet et Michèle Abela. Elle constitue un réseau d'experts avec lesquels elle recherche et crée les conditions d'émergence de "cultures innovantes" au sein de diverses organisations internationales vouées au développement de la pensée créative (CEF, Créa-France, Créa-Université, EACI...). Worlding collabore avec des organisations de tous types et de toutes tailles.
La vocation de Worlding est de développer le facteur humain dans l'innovation et le changement par les approches typologiques et créatives.

## Typologies
Naviguant entre différents pays et différents continents, Olwen Wolfe a la volonté d'adapter les méthodes aux personnes et aux cultures. Elle développe la notion de typologies de modes de pensée à partir de ses lectures de Marci Segal, spécialiste à la fois du Myers-Briggs Type Indicator MBTI et du CPS. Elle devient praticienne qualifiée du MBTI en 2006 et l'applique au développement de la créativité des personnes et des équipes.
Elle est certifiée par ailleurs au Neethling Brain Instrument (NBI). Le NBI est un instrument de découverte de mode de pensée qui s'appuie sur le Whole Brain Thinking (cf. Herrmann Brain Dominance Instrument). Elle crée en 2007 avec son associé Georges Valentin un jeu de cartes pour découvrir les modes de pensée des individus en grand groupe, appelé le Jeu des Synergies(c). Ce jeu s'appuie sur le Whole Brain Thinking. Il permet de travailler sur des notions de communication et de collaboration au sein des équipes.

## J!innove comme on respire
Olwen Wolfe développe une version du CPS qui tient compte des différences typologiques et culturelles. Cette approche a été validée auprès de Sid Parnes. Le CPS d'Olwen Wolfe se veut ouvert, adapté à tous les métiers et tous les domaines et peut s'utiliser seul ou à plusieurs. Elle le met à disposition du public dans son livre J!innove comme on respire
Cet ouvrage est le premier livre en français sur la méthode Creative Problem Solving.
« La grande expérience des milieux des entreprises, de la recherche et de l'éducation d'Olwen Wolfe, sa spécialisation et ses contributions dans les domaines de la pédagogie créative et du processus Creative Problem Solving (CPS), son expertise reconnue des organisations multiculturelles en font la personne toute désignée pour apporter le CPS à un nouveau public francophone. » John Osborn, petit fils d'Alex Osborn.

## Conférences et associations
Olwen Wolfe fait partie des intervenants de nombreux événements annuels sur la créativité dans le monde :
- Créa-France (trésorière de 2006 à 2011)
- CREA Conference
- ACRE
- Creative Problem Solving Institute
- ECCI
- Créa-Université (membre du conseil pédagogique)
- Appreciative Inquiry, IFAI
- SIETAR

En 2008, Olwen Wolfe, dans le cadre de l'association Créa-Université, en collaboration avec l'Université Paris Descartes, participe à la mise en place du premier Certificat Universitaire de Formation à la Créativité en France.
Cette association démarre en 2012 un nouveau partenariat avec le Conservatoire national des arts et métiers, pour créer un certificat de spécialisation à l'animation de la créativité dans les entreprises et les collectivités.

## Publications
- J’innove comme on respire, Éditions Le Palio, coll. Management, 2007,  (ISBN 2354490046)
- (en) Business and ubiquity: the art and illusion of being everywhere at once “ESOMAR : The Global Future“, Olwen Wolfe, Lisbonne, E.S.O.M.A.R., juillet 1997, revue, [lire en ligne (page consultée le 19 décembre 2011)]
- (en) Innovation in Marketing, Advertising and Research: Learning from Each Other on a Global Scale “ESOMAR“, New York, E.S.O.M.A.R., juin 1988, conference, page 47,  (ISBN 9283111370)